# András Adorján
|  | Aquest article tracta sobre el jugador d'escacs. Si cerqueu el músic, vegeu «András Adorján (flautista)». |

András Adorján (nascut com a András Jocha; Budapest, 31 de març de 1950 - 11 de maig de 2023) fou un jugador i escriptor d'escacs hongarès, que té el títol de Gran Mestre des de 1973. Va adoptar el cognom de la seva mare, Adorján, el 1968.
El març del 2014, quan estava inactiu des de gener de 2000, a la llista d'Elo de la FIDE hi tenia un Elo de 2504 punts, cosa que en feia el jugador número 27 d'Hongria en aquell moment. El seu màxim Elo va ser de 2570 punts, a la llista de gener de 1984.

## Resultats destacats en competició
El 1969-70, Adorján es va proclamar campió d'Europa júnior a Groningen, i el 1969 a Estocolm, acabà segon al Campionat del món juvenil rere Anatoli Kàrpov. El 1970 rebé el títol de Mestre Internacional, i el 1973 el de Gran Mestre. Aquest fou també l'any en què guanyà el seu primer (compartit) Campionat d'Hongria, el qual tornaria a guanyar (aquest cop en solitari) el 1984, i també els anys 1992 i 1993.
D'altres èxits en torneigs (on hi acabà primer, compartit o en solitari) inclouen Varna 1972, Osijek 1978, Budapest 1982, Gjovik 1983, Esbjerg 1985 i l'obert de Nova York de 1987. Fou segon al Torneig Internacional de Canes de 1986, empatat amb Viktor Kortschnoi (el campió fou Gilles Mirallès). En una entrevista, hi explica la història de la seva invitació telefònica a Luhacovice el 1973; ell va preguntar - "Hi ha la possibilitat de guanyar una norma de GM?", cosa a la qual van contestar-li "Sí". La seva següent pregunta - "Quan comença?" fou contestada amb un "Fa mitja hora". Adorján va acabar guanyant aquell torneig.
al Torneig Internacional de Canes de 1986, per davant d'Andras Adorjan i Viktor Kortschnoi.
A l'Interzonal de Riga de 1979, hi acabà en tercer lloc ex aequo, i es classificà pel Torneig de Candidats pel Campionat del món via tiebreaks, després d'empatar un matx (+1 −1 =2) amb el seu col·lega hongarès Zoltán Ribli. Als Candidats, va perdre el seu matx de quarts de final contra Robert Hübner. El 1987 va participar en el torneig Interzonal de Szirak, a Hongria, dins el cicle pel campionat del món d'escacs de 1990, i hi acabà 13è (de 18).
En competicions per equips, Adorjan ha tingut uns resultats excel·lents. A l'Olimpíada de Buenos Aires de 1978, va ajudar Hongria a conquerir la medalla d'or, per davant d'un equip soviètic que havia guanyat la competició convincentment dotze cops consecutius entre 1952 i 1974. Les seves participacions posteriors, el 1984, 1986 i 1988 contribuïren a fer que el seu equip acabés entre els cinc primers cada cop. Els seus compatriotes Lajos Portisch, Ribli i Gyula Sax estaven també en el cim de la seva força durant aquest període.
Adorjan també va treballar durant anys, de vegades en secret, com a segon de Garri Kaspàrov i de Péter Lékó, ajudant-los a preparar-se per a importants matxs pel Campionat del món. Era conegut com a important expert en la defensa Grünfeld, que ha estat jugada per Kaspàrov i Leko. També era conegut per les seves batalles polítiques amb Zsuzsa Polgár, amb ambdós atacant-se mútuament a través de la premsa. Polgár va dir molts cops que ella no jugaria un torneig al qual Adorjan hagués estat convidat.

## Escriptor d'escacs
En els darrers anys, va jugar poc, i es va dedicar especialment a l'escriptura, on hom li van donar molt de reconeixement per la seva sèrie de llibres donant suport a la causa del jugador de negres - Black is OK, Black is Still OK i Black is OK Forever. Els llibres desafien les percepcions populars sobre les possibilitats de les negres i les posicions dels diagrames apareixen des del punt de vista de les peces negres. Per la seva creativitat amb les peces negres, Adorjan citava les partides de Tony Miles i Aleksandr Morozévitx com a font d'inspiració.
La seva obra sempre era imaginativa, peculiar i anecdòtica. En una crítica, hom va suggerir que els llibres d'Adorján podrien haver estat coescrits per Botvínnik i els Monty Python.
En el camp de la teoria d'obertures, les passions d'Adorján van, de diverses maneres, influir en el tema dels seus llibres. Típic és el seu punt de vista sobre el Hedgehog contra l'obertura anglesa. El sistema busca neutralitzar l'avantatge del primer moviment de les blanques tot muntant un ràpid desenvolupament de peces al flanc de dama, amb moviments de peó flexibles (com ara d6, a6 i b6). Hom diu que aquesta formació s'assembla a les espines de l'eriçó espinós, repel·lint atacs prematurs i sense oferir blancs fàcils.
Una altra de les passions d'Adorján era la música. Va compondre moltes cançons i va traduir temes de Godspell a l'hongarès.

## Llibres publicats
- Adorján, András; Dory, Jeno. Winning With the Grunfeld.  Macmillan, 1987. ISBN 0-02-016080-1.
- Adorján, András. Black is OK!.  Batsford, 1989. ISBN 978-0-7134-5790-2.
- Adorján, András. Black is O.K. in Rare Openings.  Caissa Books, 1998.
- Adorján, András. Black is Still OK!.  Batsford, 2004. ISBN 978-0-7134-8870-8.
- Adorján, András. Black is OK Forever!.  Batsford, 2005. ISBN 978-0-7134-8942-2.